# Format
Es un Comando de MS-DOS cuya función es dar formato a una partición de disco duro o disquete. Actualmente es poco usado, salvo en algunas instalaciones de Windows 98 o ME. Al ejecutar este comando se pierde todo el contenido de la unidad formateada.
Su sintaxis es la siguiente:
format [unidad]: [opciones]
Donde:
- [unidad] indica la unidad de disco a formatear. Ejemplo: C, D, A (normalmente es el caso de la disquetera).
- [opciones] modificadores del comando. Ejemplo: /s (una vez concluya el formateo grabará el sistema en la unidad), /q (formateo rápido, solo válido para unidades previamente formateadas normalmente).

Ejemplo:
```
C:\Format a:
A:\format c: /s

```

Todas las opciones siempre deberán llevar una / para marcar el inicio de la misma.
- Datos: Q1156049